# أندرو كارول (لاعب هوكي الجليد)
أندرو كارول (بالإنجليزية: Andrew Carroll)‏ هو لاعب هوكي الجليد أمريكي، ولد في 7 مايو 1985 في شورفيو في الولايات المتحدة، وتوفي في 22 يناير 2018 بسبب سقوط.

## وصلات خارجية
- أندرو كارول على موقع دوري الهوكي الوطني (الإنجليزية)
- أندرو كارول على موقع EliteProspects.com (الإنجليزية)
- أندرو كارول على موقع HockeyDB.com (الإنجليزية)